# Maňová
Maňová je vesnice, část obce Pernštejnské Jestřabí v okrese Brno-venkov v Jihomoravském kraji. Nachází se v Hornosvratecké vrchovině, v přírodním parku Svratecká hornatina, asi 1 km na severovýchod od Pernštejnského Jestřabí. Žije zde 51 obyvatel. Katastrální území Maňové má rozlohu 1,81 km².

## Název
Název vesnice měl původně zakončení -ov. Pokud nejstarší písemný zápis Manow z roku 1235 odpovídá výslovnosti Maňov, bylo základem místního jména osobní jméno Maň, což byla buď varianta jména Man (totožného s obecným man - "vazal") nebo domácká podoba některého jména začínajícího na Ma- jako Malomír, Manhart, Matěj. Protože vesnice podléhala držiteli pernštejnského hradu, je též možné, že původní jméno vesnice bylo Manov a znamenalo "majetek mana" (tedy vazala držitele Pernštejna). Kdy došlo ke změně přípony, není pro nedostatek dokladů jasné (podoba Maňov je doložena ještě k roku 1675).

## Historie
První písemná zmínka o vsi je z roku 1235. Součástí Pernštejnského Jestřabí je Maňová od roku 1850.
K 1. lednu 2005 byla vesnice Maňová, jako součást obce Pernštejnské Jestřabí, společně s dalšími 23 obcemi převedena z okresu Žďár nad Sázavou (Kraj Vysočina) do okresu Brno-venkov (Jihomoravský kraj).

## Obyvatelstvo
| Rok            | 1869 | 1880 | 1890 | 1900 | 1910 | 1921 | 1930 | 1950 | 1961 | 1970 | 1980 | 1991 | 2001 | 2011 | 2021 |
| -------------- | ---- | ---- | ---- | ---- | ---- | ---- | ---- | ---- | ---- | ---- | ---- | ---- | ---- | ---- | ---- |
| Počet obyvatel | 105  | 123  | 116  | 109  | 107  | 99   | 117  | 98   | 95   | 89   | 70   | 58   | 57   | 51   | 51   |
| Počet domů     | 13   | 17   | 17   | 18   | 19   | 19   | 21   | 20   | —    | 20   | 18   | 22   | 22   | 23   | 25   |

Vývoj počtu obyvatel